# Voimhaut
Voimhaut é uma comuna francesa na região administrativa de Grande Leste, no departamento de Mosela. Estende-se por uma área de 4,02 km². Em 2010 a comuna tinha 257 habitantes (densidade: 63,9 hab./km²).